# ジョン・ゴスデン

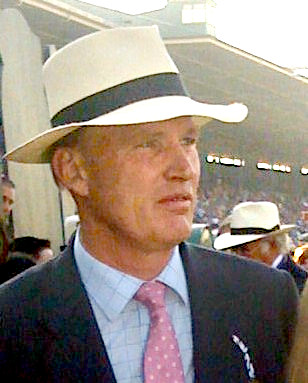
ジョン・ゴスデン（2008年BCクラシック優勝時）

ジョン・ゴスデン（英:  John Harry Martin Gosden、1951年3月30日 - ）は、イギリスのニューマーケットを本拠地とする調教師。全世界で3000を超える勝ち星を重ね、100以上のGI競走を制覇している世界的な調教師である。身長は6フィート5インチ（約196cm）。

## 経歴
1951年にイギリスのイーストボーンで生まれる。ケンブリッジ大学で経済学を専攻し、一時ベネズエラでの土地開発に携わるが、調教師であった父と同じ道に進むことを決意し、ノエル・マーレス調教師（Noel Murless）の助手として働き始める。マーレス師の引退後はアイルランドのヴィンセント・オブライエン厩舎に移り、ザミンストレル、アレッジド、ビーマイゲスト、トライマイベストといった名馬に携わる。著名な馬主であるロバート・サングスター（Robert Sangster）との繋がりもオブライエン師を介してカリフォルニア時代に作られた。
1979年、オブライエン師の支援により、アメリカ合衆国のカリフォルニア州で調教師としてのキャリアをスタートさせる。カリフォルニアでは500を超える勝ち星を積み重ね、1983年のエクリプス賞最優秀古馬ベイツモーテル(Bates Motel)や1984年のエクリプス賞最優秀芝牝馬のロイヤルヒロイン(Royal Heroine)などの活躍馬を育てた。
1989年にイギリスへ戻りスタンリーハウスステーブルに厩舎を構えた。この帰国はムハンマド・ビン・ラーシド・アール・マクトゥーム（シェイク・モハメド）殿下からの要望によるものだった。
2006年より、ニューマーケットのクレアヘイヴン調教場に厩舎を構えて調教を行っている。2012年と2015年にはイギリスのチャンピオントレーナーの座に輝いている。
主にランフランコ・デットーリ騎手やロバート・ハヴリン騎手を多く乗せるが、G1などの大舞台ではデットーリ騎手を乗せる事が多い。

## 主な管理馬
- ロイヤルヒロイン Royal Heroine - 1984年ブリーダーズカップ・マイルなど。
- アレミロード Allez Milord - 1987年オークツリー招待ハンデキャップなど。
- ベニーザディップ Benny the Dip - 1997年英ダービー。
- レイヴンズパス Raven's Pass - 2008年ブリーダーズカップ・クラシックなど。
- ナサニエル Nathaniel - 2011年キングジョージ6世&クイーンエリザベスステークスなど。
- ザフューグ 2014年プリンスオブウェールズステークスなど
- キングマン Kingman - 2014年サセックスステークス、ジャック・ル・マロワ賞など。
- タグルーダ Taghrooda - 2014年英オークス、キングジョージ6世&クイーンエリザベスステークス。
- ゴールデンホーン Golden Horn - 2015年英ダービー、凱旋門賞など。
- ジャックホブス Jack Hobbs - 2015年愛ダービー、2017年ドバイシーマクラシック。
- エネイブル Enable - 2017・2018年凱旋門賞、2017・2019・2020年キングジョージ6世&クイーンエリザベスステークスなど。
- クラックスマン Cracksman - 2017・2018年英チャンピオンステークスなど。
- ロアリングライオン Roaring Lion - 2018年インターナショナルステークスなど。
- ストラディバリウス Stradivarius - 2018・2019・2020年ゴールドカップなど。
- トゥーダーンホット Too Darn Hot - 2019年サセックスステークスなど。
- アナプルナ Anapurna - 2019年英オークス、ロワイヤリュー賞。
- スターキャッチャー Star Catcher - 2019年愛オークス、ヴェルメイユ賞など。
- ロジシャン Logician - 2019年英セントレジャー。
- ミシュリフ Mishriff - 2020年ジョッケクルブ賞、2021年サウジカップ、ドバイシーマクラシック、インターナショナルステークス。